# Moloch (filme)
Moloch (em alemão:  Moloch) é um filme de drama teuto-franco-russo de 1999 dirigido por Alexander Sokurov, com roteiro de Marina Koreneva e Yuri Arabov.
Foi selecionado como representante da Rússia à edição do Oscar 2000, organizada pela Academia de Artes e Ciências Cinematográficas.[carece de fontes?]
No Festival de Cannes de 1999, recebeu o prêmio de Melhor Roteiro.

## Elenco
- Leonid Mozgovoy - Adolf Hitler
- Yelena Rufanova - Eva Braun
- Vladimir Bogdanov - Martin Bormann
- Leonid Sokol - Joseph Goebbels
- Yelena Spiridonova - Magda Goebbels
- Anatoli Shvedersky